# メクレンブルク＝シュヴェリーン

メクレンブルク=シュヴェリーン
公国
（1347年ー1815年）
メクレンブルク=シュヴェリーン
大公国
（1815年ー1918年）
Mecklenburg-Schwerin

ドイツ帝国内におけるメクレンブルク＝シュヴェリーン

メクレンブルク＝シュヴェリーン（Mecklenburg-Schwerin）は、北ドイツに存在した公国（1815年より大公国）。1348年、メクレンブルク侯アルブレヒト2世とその弟ヨハン1世が、ローマ王カール4世によって公爵に昇叙され、1352年に領土を分割したことにより成立した。
メクレンブルク＝シュヴェリーンはバルト海沿岸のホルシュタインとポンメルンに挟まれた位置にあり、神聖ローマ帝国内では比較的弱小な領邦であった。同国を治めたのはスラヴ人の血を引くメクレンブルク家の人々であった。

## 歴史

### メクレンブルク＝シュヴェリーン大公国
メクレンブルク家の始祖は、スラヴ人の部族連合オボトリート族の族長の一人ニクロト（1090年 - 1160年）という人物であった。ニクロトはヴェンド十字軍の中で勢力拡大を続けるザクセン族のハインリヒ獅子公に立ち向かい、命を落とした。ニクロトの遺児プリビスラフはハインリヒ獅子公に降伏し、1167年に父祖伝来の領地をドイツ王国の封土メクレンブルク侯領という形で相続した。
メクレンブルクはプリビスラフの子孫たちの間でいくつかに分割相続されていたが、ハインリヒ2世（1266年 - 1329年）は1312年までにシュタルガルトとロストックの支配権を獲得、シュヴェリーンとヴェルレ一帯を除くメクレンブルク侯領を再統合し、その領土を2人の息子、アルブレヒト2世とヨハン1世に受け継がせた。アルブレヒトとヨハンの兄弟が公爵位を獲得した後、1352年にヨハンはシュタルガルトの支配権を分与され、メクレンブルク＝シュタルガルト公国を再創設した。一方のアルブレヒト2世はメクレンブルクの広大な西部地域を保持し、1358年にシュヴェリーン一帯を獲得した後はシュヴェリーンを公爵の居所とした。
1363年、アルブレヒト2世の息子でスウェーデン王マグヌス4世を母方の伯父に持つアルブレヒト3世はスウェーデンに遠征し、翌1364年にスウェーデン王として戴冠した。しかし、その25年後の1389年、アルブレヒト3世はデンマーク摂政マルグレーテに敗れて廃位、又甥のデンマーク王エーリク7世に与えられ、メクレンブルク家のスウェーデン支配は1代で終わった。
1436年、最後のヴェルレ領主であったヴィルヘルムが男子を遺さずに死んだ。また、ヴィルヘルムの娘婿としてその遺領を相続したメクレンブルク＝シュタルガルト公ウルリヒ2世も、男子をもうけないまま1471年に没した。これにより、メクレンブルク＝シュヴェリーン公ハインリヒ4世がメクレンブルク全域の唯一の支配者となった。
1520年、ハインリヒ4世の孫であるハインリヒ5世とアルブレヒト7世の兄弟は再び公国を分割相続し、弟のアルブレヒト7世がメクレンブルク＝ギュストロー公国を創設した。同公国は1610年、本家筋のメクレンブルク＝シュヴェリーン公アドルフ・フリードリヒ1世の領土となった。1621年、アドルフ・フリードリヒ1世は弟のヨハン・アルブレヒト2世に再びギュストロウ公爵領を分与した。公爵兄弟は三十年戦争でデンマーク王クリスチャン4世を支持したために、1628年に皇帝軍の司令官アルブレヒト・フォン・ヴァレンシュタインによって廃位された。しかし、その3年後の1631年、スウェーデン帝国軍の助けを得て兄弟は復位することができた。ヨハン・アルブレヒト2世の息子グスタフ・アドルフは1695年、男子の相続人を残さず亡くなったため、メクレンブルクはフリードリヒ・ヴィルヘルム1世の下に再統合された。
しかし、フリードリヒ・ヴィルヘルム1世の叔父アドルフ・フリードリヒ2世は、甥に対してギュストローの相続権を主張し、激しい領土継承争いを引き起こした。1701年、両者は同じニーダーザクセン・クライスに属する帝国領邦の圧力を受け、相続をめぐる争いに決着をつけた。おおよそ中世のメクレンブルク＝シュタルガルト公国の領域に相当するメクレンブルク＝シュトレーリッツ公国が創設され、アドルフ・フリードリヒ2世に分与された。うち続く相続争いと領土分割は公爵家の支配権を弱め、メクレンブルクは帝国で最も立ち遅れた地域の一つになってしまった。
1815年、ウィーン会議に際してフリードリヒ・フランツ1世は大公の称号を授けられた。1918年、第1次世界大戦末のドイツ革命により君主制が廃止されると、大公国はメクレンブルク＝シュヴェリーン自由州となった。

## メクレンブルク＝シュヴェリーンの君主

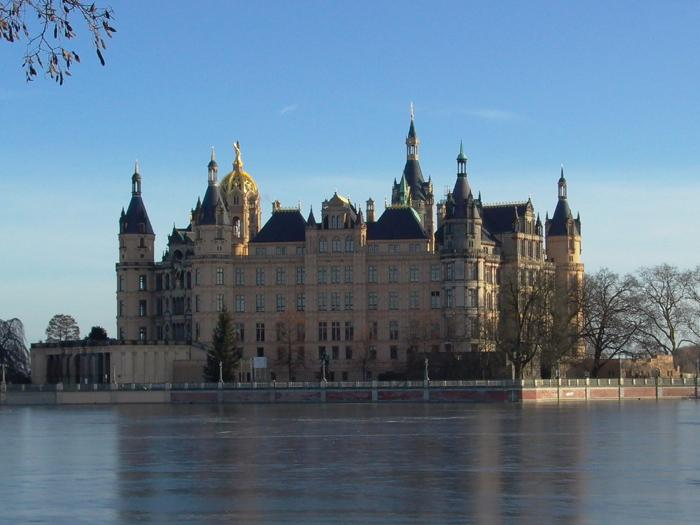
シュヴェリーン城

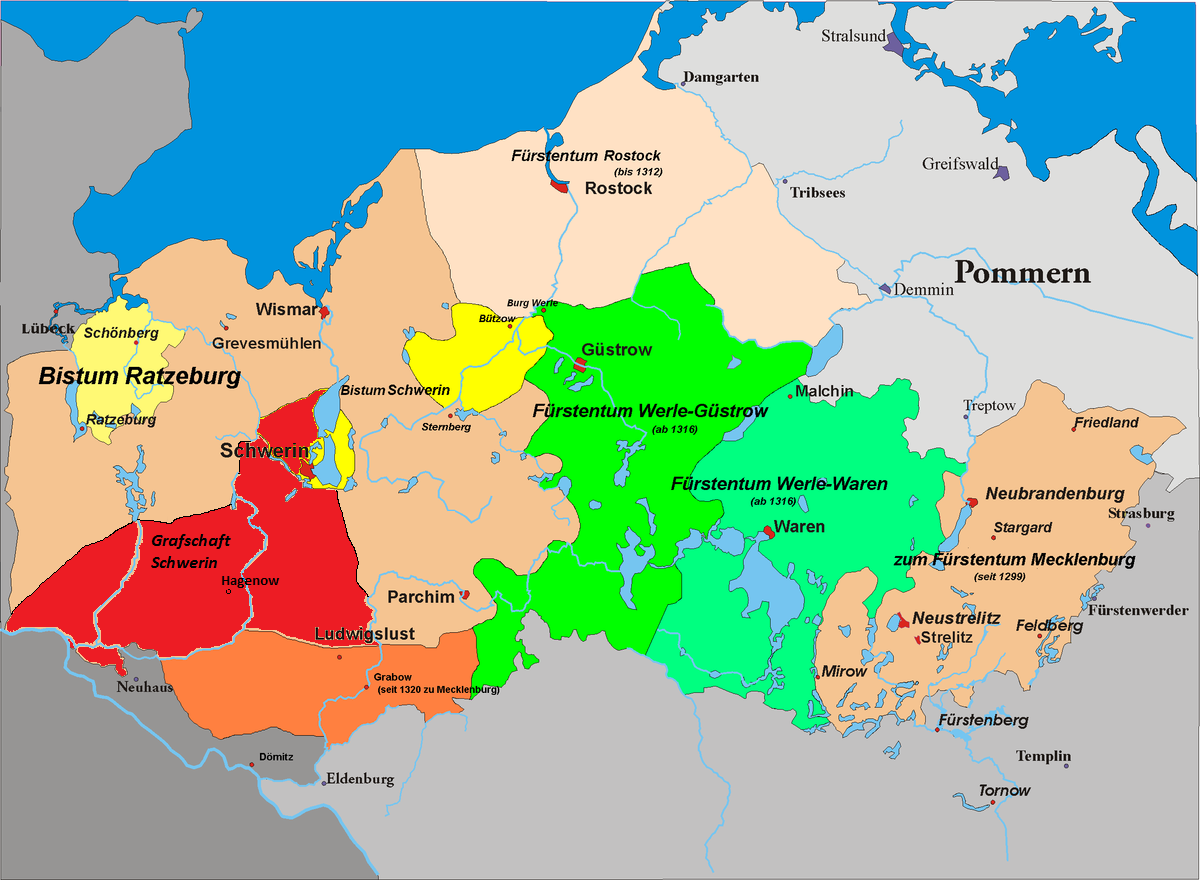
1320年頃のメクレンブルク

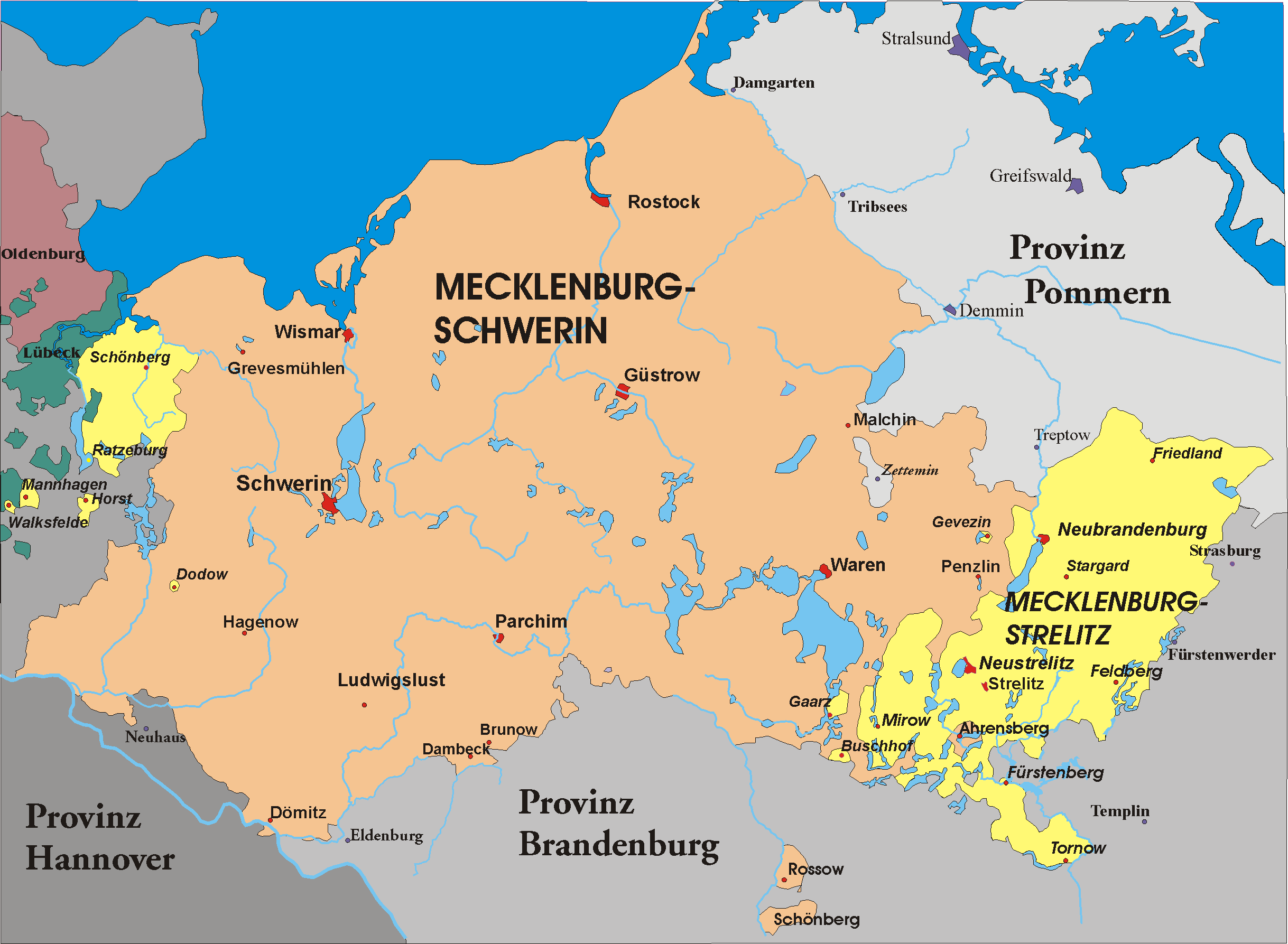
1866年頃のメクレンブルク。シュヴェリーン大公国は桃色、シュトレーリッツ大公国は黄色で示されている

### メクレンブルク＝シュヴェリーン公（1701年 - 1815年）
- フリードリヒ・ヴィルヘルム1世（在位1692年 - 1713年）
- カール・レオポルト（在位1713年 - 1728年）
- クリスティアン・ルートヴィヒ2世（在位1728年 - 1756年）
- フリードリヒ2世（在位1756年 - 1785年）
- フリードリヒ・フランツ1世（在位1785年 - 1815年）

### メクレンブルク＝シュヴェリーン大公（1815年 - 1918年）
- フリードリヒ・フランツ1世（在位1815年 - 1837年）
- パウル・フリードリヒ（在位1837年 - 1842年）
- フリードリヒ・フランツ2世（在位1842年 - 1883年）
- フリードリヒ・フランツ3世（在位1883年 - 1897年）
- フリードリヒ・フランツ4世（在位1897年 - 1918年）
  - ヨハン・アルブレヒト（摂政、在任1897年 - 1901年）

## メクレンブルク＝シュヴェリーン大公国宰相（1850年 - 1918年）
- ハンス・フォン・ビューロー（在任1850年 - 1858年）
- ヤスパー・フォン・エールツェン（在任1858年 - 1869年）
- へニンヒ・フォン・バッセヴィッツ（在任1869年 - 1885年）
- アレクサンダー・フォン・ビューロー（在任1886年 - 1901年）
- カール・フォン・バッセヴィッツ＝レーヴェツォー（在任1901年 - 1914年）
- アドルフ・ランクフェルト（在任1914年 - 1918年）

## メクレンブルク＝シュヴェリーン自由州首相（1918年 - 1933年）
- フーゴ・ヴェンドルフ（ドイツ語版）  (ドイツ民主党、 1918年 - 1920年)
- ヘルマン・ラインケ＝ブロッホ（ドイツ語版）  (ドイツ人民党、1920年 - 1921年)
- ヨハネス・シュテリンク（ドイツ語版）  (ドイツ社会民主党、1921年 - 1924年)
- ヨアヒム・フォン・ブランデンシュタイン（ドイツ語版）  (ドイツ国家人民党、1924年 - 1926年)
- パウル・シュレーダー（ドイツ語版）   (ドイツ社会民主党、1926年 - 1929年)
- カール・エッシェンブルク（ドイツ語版）   (ドイツ国家人民党、1929年 - 1932年)
- ヴァルター・グランツォー（ドイツ語版）  (ナチ党、1932年 - 1933年)
- ハンス・エゴン・エンゲル（ドイツ語版）  (ナチ党、1933年)